# (1342) Brabantia
(1342) Brabantia es el asteroide número 1342 situado en el cinturón principal. Fue descubierto por el astrónomo Hendrik van Gent desde la estación meridional de Leiden en Johannesburgo, República Sudaficana, el 13 de febrero de 1935. Su designación alternativa es 1935 CV. Está nombrado por la provincia neerlandesa de Brabante.